# Olympische Sommerspiele 1912/Kunstwettbewerbe
| Kunstwettbewerbe bei den V. Olympischen Sommerspielen | Kunstwettbewerbe bei den V. Olympischen Sommerspielen |
| Olympische Ringe                                      | Olympische Ringe                                      |
| Informationen                                         | Informationen                                         |
| ----------------------------------------------------- | ----------------------------------------------------- |
| Teilnehmer:                                           | 33 Künstler                                           |
| Datum:                                                | 5. Mai–27. Juli                                       |
| Entscheidungen:                                       | 5                                                     |
|                                                       | Antwerpen 1920 →                                      |

| Olympische Sommerspiele 1912 (Medaillenspiegel Kunstwettbewerbe) | Olympische Sommerspiele 1912 (Medaillenspiegel Kunstwettbewerbe) | Olympische Sommerspiele 1912 (Medaillenspiegel Kunstwettbewerbe) | Olympische Sommerspiele 1912 (Medaillenspiegel Kunstwettbewerbe) | Olympische Sommerspiele 1912 (Medaillenspiegel Kunstwettbewerbe) | Olympische Sommerspiele 1912 (Medaillenspiegel Kunstwettbewerbe) |
| Platz                                                            | Mannschaft                                                       | Goldmedaillen                                                    | Silbermedaillen                                                  | Bronzemedaillen                                                  | Total                                                            |
| ---------------------------------------------------------------- | ---------------------------------------------------------------- | ---------------------------------------------------------------- | ---------------------------------------------------------------- | ---------------------------------------------------------------- | ---------------------------------------------------------------- |
| 01                                                               | Königreich Italien                                               | 2                                                                | —                                                                | —                                                                | 2                                                                |
| 02                                                               | Deutsches Reich                                                  | 1                                                                | —                                                                | —                                                                | 1                                                                |
| 0                                                                | Schweiz                                                          | 1                                                                | —                                                                | —                                                                | 1                                                                |
| 0                                                                | Vereinigte Staaten                                               | 1                                                                | —                                                                | —                                                                | 1                                                                |
| 05                                                               | Frankreich                                                       | —                                                                | 1                                                                | —                                                                | 1                                                                |

Bei den V. Olympischen Sommerspielen 1912 in Stockholm wurden fünf Kunstwettbewerbe in den Bereichen Baukunst, Literatur, Musik, Malerei sowie Bildhauerkunst ausgetragen.

## Baukunst
| Platz | Land | Künstler                          | Werk                            |
| ----- | ---- | --------------------------------- | ------------------------------- |
| 1     | SUI  | Eugène Monod, Alphonse Laverrière | Bauplan eines modernen Stadions |
| 2     | —    | nicht vergeben                    |                                 |
| 3     | —    | nicht vergeben                    |                                 |

## Musik
| Platz | Land | Künstler            | Werk                      |
| ----- | ---- | ------------------- | ------------------------- |
| 1     | ITA  | Riccardo Barthelemy | Olympischer Triumphmarsch |
| 2     | —    | nicht vergeben      |                           |
| 3     | —    | nicht vergeben      |                           |

## Malerei
| Platz | Land | Künstler            | Werk        |
| ----- | ---- | ------------------- | ----------- |
| 1     | ITA  | Giovanni Pellegrini | Wintersport |
| 2     | —    | nicht vergeben      |             |
| 3     | —    | nicht vergeben      |             |

## Bildhauerkunst
| Platz | Land | Künstler       | Werk                               |
| ----- | ---- | -------------- | ---------------------------------- |
| 1     | USA  | Walter Winans  | Amerikanischer Traber              |
| 2     | FRA  | Georges Dubois | Modell eines modernen Stadiontores |
| 3     | —    | nicht vergeben |                                    |

## Nachweise
1. ↑  Entwürfe, Zeitschrift für Literatur